# Acanthus mayaccanus
Acanthus mayaccanus là một loài thực vật có hoa trong họ Ô rô. Loài này được Büttner mô tả khoa học đầu tiên năm 1890.